# Monapo (distrito)

localização do distrito de Monapo em Moçambique

Monapo é um distrito da província de Nampula, em Moçambique, com sede na vila de Monapo. Tem limite, a norte com o distrito de Nacaroa, a oeste com os distritos de Muecate e Meconta), a sul com o distrito de Mossuril  e Mogincual, e a leste com os distritos de Mossuril e Nacala-a-Velha. 

## Demografia
O INE (Instituto Nacional De Estatística) projectou, em 2017, que o distrito teria 485 272 habitantes em 2024, o que combinado com uma área de 4 426 km², daria uma densidade populacional de 109,6 habitantes por km².
Em 2007, o Censo indicou uma população de 304 060 residentes. Com uma área de 3598  km², a densidade populacional rondava os 84,51 habitantes por km².
De acordo com o Censo de 1997, o distrito tinha 226 968 habitantes, daqui resultando uma densidade populacional de 63,1 habitantes por km².

## Divisão administrativa
O distrito está dividido em três postos administrativos (Itoculo, Monapo e Netia), compostos pelas seguintes localidades:
- Posto Administrativo de Itoculo:
  - Itoculo
  - Murruto
- Posto Administrativo de Monapo:
  - Vila de Monapo
  - Canacue
  - Nacololo
- Posto Administrativo de Netia:
  - Netia

De notar que em 1998 a vila de Monapo, até então uma divisão administrativa a nível de posto administrativo, foi elevada à categoria de município.

## Economia
A principal actividade económica no distrito de Monapo é a agricultura, com foco na produção de mandioca amendoim, milho, feijões, castanha de caju e hortícolas. A criação de animais e a aquacultura são outras activadades económicas praticadas no distrito.[carece de fontes?]

## Infraestruturas sociais
O distrito de Monapo conta com 11 unidades hospitalares, 185 edifícios escolares e 421 fontes de águas públicas.[carece de fontes?]